# Kanton Condé-sur-l’Escaut
Der Kanton Condé-sur-l’Escaut war bis 2015 ein französischer Wahlkreis im Arrondissement Valenciennes, im Département Nord und in der Region Nord-Pas-de-Calais. Sein Hauptort war Condé-sur-l’Escaut. Vertreter im Generalrat des Départements war zuletzt von 2003 bis 2015 Serge Van Der Hoeven (PCF).

## Gemeinden
Der Kanton bestand aus zehn Gemeinden:
| Gemeinde           | Einwohner Jahr | Fläche km² | Bevölkerungsdichte | Code INSEE | Postleitzahl |
| ------------------ | -------------- | ---------- | ------------------ | ---------- | ------------ |
| Condé-sur-l’Escaut | 9.741 (2013)   | 18,4       | 529 Einw./km²      | 59153      | 59163        |
| Crespin            | 4.476 (2013)   | 9,94       | 450 Einw./km²      | 59160      | 59154        |
| Escautpont         | 4.144 (2013)   | 5,78       | 717 Einw./km²      | 59207      | 59278        |
| Fresnes-sur-Escaut | 7.623 (2013)   | 11,77      | 648 Einw./km²      | 59253      | 59970        |
| Hergnies           | 4.349 (2013)   | 10,75      | 405 Einw./km²      | 59301      | 59199        |
| Odomez             | 927 (2013)     | 4,87       | 190 Einw./km²      | 59444      | 59970        |
| Saint-Aybert       | 358 (2013)     | 4,19       | 85 Einw./km²       | 59530      | 59163        |
| Thivencelle        | 866 (2013)     | 4,03       | 215 Einw./km²      | 59591      | 59163        |
| Vicq               | 1.474 (2013)   | 3,92       | 376 Einw./km²      | 59613      | 59970        |
| Vieux-Condé        | 9.877 (2013)   | 11,06      | 893 Einw./km²      | 59616      | 59690        |